# Церква Святого Георгія (Карашамб)
Церква Святого Георгія (вірм. Սուրբ Գեւորգ եկեղեցի, Сурб Геворг єкегхеці) — вірменська апостольська церква в селі Карашамб, що у марзі Котайк Вірменії.

## Історія
Церква побудована в VII столітті. Церква Сурб Геворг знаходиться в напівзруйнованому стані. За нею ніхто не стежить. Від церкви залишилася лише північна частина будівлі.
Церква має вигляд триконха з видовженим західним рукавом. Кути примикання апсид зовні зрізані, а всередині мають виступи. Перехід від підкупольного квадрату до купола здійснено тромпами. На стінах церкви є написи, зроблені майстрами. З декору пам'ятки збереглися елементи вікон з рослинним орнаментом